# Vikingfjord vodka

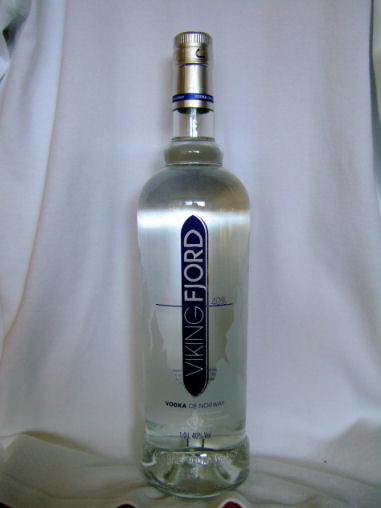
Botella de Vikingfjord vodka

Vikingfjord vodka es una marca noruega de vodka destilada de las patatas y embotellada por la marca Arcus. Se fundó en la década 80 del Vinmonopolet. La botella original tiene 40% alcohol. Se vende también botellas de 4,7%.

## Producción
Es hecho de patatas y en su proceso de destilación usa agua del glaciar Jostedal y tiene 95% de alcohol. Vikingfjord es conocido por usar agua muy limpia, y es un gran símbolo de la calidad noruega del agua y su clima fresco. La botella original ha ganado el primer precio de «marca de buen diseño».

## Productos

### Productos más conocidos
- Vikingfjord Vodka
- Vikingfjord Sitrus
- Vikingfjord Blåbær (blueberry)
- Vikingfjord Eple (manzana)